# Московија
Московија (лат. Moscovia, рус. Московия) политичко-географски је назив руске државе у западним изворима, коришћен с различитим степеном приоритета упоредо с етнографским називом „Русија” (лат. Russia) од 15. до почетка 18. вијека. Првобитно је то био латински назив Москве (поређења ради: Varsovia, Kiovia) и Московске кнежевине, касније у низу држава западне и средње Европе пренесено и на јединствену руску државу, уједињену око Москве под Иваном III. Разни истраживачи сматрају да је употреба овог назива промовисала пољско-литванска пропаганда, која је намјерно задржала терминологију феудалне фрагментације, поричући легитимитет борбе Ивана III и његових насљедника за поново уједињење земље Рус. Као самоназив латинизам „Московија” није кориштен, а у руски језик је од 18. вијека ушао као непотпуно савладана позајмљеница.